# Mésanger
Mésanger település Franciaországban, Loire-Atlantique megyében. Lakosainak száma 4681 fő (2022. január 1.). Mésanger Couffé, Mouzeil, Pannecé, Pouillé-les-Côteaux, Teillé, La Roche-Blanche és Ancenis-Saint-Géréon községekkel határos.

## Népesség
A település népességének változása:
| Lakosok száma | 1839 | 2717 | 3068 | 3892 | 4623 | 4665 | 4687 | 4749 | 4726 | 4681 |
|               | 1968 | 1982 | 1990 | 2006 | 2013 | 2015 | 2017 | 2019 | 2020 | 2022 |